# Сафиуллин, Ринат Туктарович
Ринат Туктарович Сафиуллин (родился 23 февраля 1949 года в Ульяновской области) — советский российский учёный-ветеринар. Доктор ветеринарных наук

## Биография
После школы год работал в совхозе, проходил подготовительные курсы при Ульяновском сельскохозяйственном институте, окончив которые, был принят на ветеринарный факультет института. За время учёбы в институте занимался в научно-студенческих кружках на кафедрах фармакологии и паразитологии. Полный курс института окончил с отличием в 1972 году и был рекомендован на научную работу. По окончании института работал ветеринарным врачом в Мелекесском районе Ульяновской области, откуда был призван в ряды Вооруженных сил и служил в ракетных войсках.
Во Всесоюзном, позднее Всероссийском, научно-исследовательском институте Гельминтологии им. К. И. Скрябина Р. Т. Сафиуллин с марта 1974 года, вначале аспирант с отрывом от производства, был Ленинским стипендиатом, затем на разных должностях научного сотрудника. С 1977 года работал на должности младшего научного сотрудника, с 1980 года на должности старшего научного сотрудника, с 1988 года на должности ведущего научного сотрудника, с 1991 года — главный научный сотрудник, с 2005 года — заведующий проблемной лабораторией, с 2013 года — заведующий лабораторией протозоологии и санитарной паразитологии, с 2020 года — главный научный сотрудник лаборатории эпизоотологии и санитарной паразитологии. Кандидатскую диссертацию защитил в 1977 году, докторскую — в 1991 году. Звание старший научный сотрудник присвоено в 1983 году, а звание профессор — в 2000 году. 
За время работы в ВИГИСе Р. Т. Сафиуллин проходил стажировки и курсы повышения квалификации в других ведущих научных учреждениях. В 1998 году проходил стажировку по диагностике протозойных болезней животных в институте паразитологии Чешской академии наук (Чехия).
Профессор Р.Т. Сафиуллин ведущий российский ученый в области ветеринарной паразитологии. Приоритетным направлением его научной деятельности являются исследования по изучению эпизоотологии паразитарных болезней, разработке и внедрению в практику новых эффективных комплексных средств защиты и профилактики инвазионных болезней животных. Он разработал и внедрил в практику комплексное лечение паразитарных болезней свиней путем совместного применения биологически активных веществ и антгельминтиков широкого спектра действия (фебантел, фенбендазол, тивидин, нилверм, морантел, авермектины и кубен). Им впервые предложена схема противопаразитарных обработок, обеспечивающая охрану здоровья свиней от изоспороза, эймериоза, балантидиоза, аскаридоза, трихоцефалеза, эзофагостомоза и гематопиноза на протяжении всего срока выращивания животных и предотвращающая потерю прироста массы их тела на 8,35-16,9 кг в расчете на одну голову.
           Им проведены значительные исследования по изучению паразитозов пушных зверей. Материалы его исследований вошли в наставления и инструкции по применению лекарственных форм албендазола, фенбендазола и абиктина при нематодозах клеточных пушных зверей, а также в рекомендации по борьбе с эймериозом и изоспорозом.
           Значительная часть работ Р.Т. Сафиуллина посвящена новому направлению исследований – экономике паразитарных болезней. Им разработаны нормативы экономического ущерба от гельминтозов свиней, крупного рогатого скота, лошадей, овец и птиц при моно- и смешанной инвазии. Дано теоретическое обоснование методики нормирования затрат средств на противогельминтозные мероприятия. Установлены нормативы затрат труда, материалов и денежных средств на проведение мероприятий при паразитозах свиней и разработана экономико-математическая модель оптимизации плана распределения антгельминтиков в регионе. Установлены нормы затрат времени на паразитологические исследования по категориям работников ветлабораторий и разработаны расценки на паразитологические исследования.
           Профессор Р.Т. Сафиуллин – автор более 650 научных работ по ветеринарной паразитологии, автор монографий: «Паразитарные болезни пушных зверей» (2009), «Паразитарные болезни птиц» (2019), «Паразитарные болезни свиней» (2023) соавтор учебника «Ветеринария» (2005), монографий «Организация системы контроля инфекционных болезней, применение антимикробных препаратов и выпуска безопасной продукции птицеводства» (2018), «Research Aspects in Agriculture and Veterinary Science»,  India, United Kingdom, BP International (2021), «Биоконверсия побочных продуктов животноводства и отходов АПК» (2023). В его работах прослеживается связь фундаментальных, прикладных исследований и экспериментальных разработок.
Новизна исследований подтверждается 26 авторскими свидетельствами и патентами. В числе значимых результатов его научной работы следует указать на разработку 95 нормативно-технических документов, включая Федеральную инструкцию по борьбе с гельминтозами животных (1999), методические рекомендации по определению экономической эффективности противопаразитарных мероприятий (2006).
           Основана научная школа по комплексному изучению инвазионных болезней и разработке противопаразитарных мероприятий, обеспечивающих оздоровление животных от паразитических простейших, гельминтов и эктопаразитов. Под его научным руководством подготовлены и защищены 18 диссертаций на соискание ученой степени кандидата и доктора наук. Его ученики успешно развивают данное направление исследований, работая в различных учебных и научных организациях Москвы, Краснодара, Красноярска, Кирова, Перми, Калуги. За время работы заведующим кафедрой «Организация и экономика ветеринарного дела» Московской Государственной академии ветеринарной медицины и биотехнологии им К.И. Скрябина (1999-2004 гг.) с его участием подготовлено 5 учебных программ и 11 учебно-методических разработок.
           Значительные исследования профессора Р.Т. Сафиуллина и его учеников посвящены мониторингу эпизоотической ситуации паразитозов в птицеводческих и свиноводческих хозяйствах промышленного типа, разработаны и введены в действие национальные стандарты РФ ГОСТ Р на диагностику гельминтозов свиней, жвачных животных, лошадей и на методы паразитологического анализа органических удобрений, а также дана санитарно-паразитологическая и экономическая оценка методам обеззараживания стоков и навоза свинокомплексов.  Он успешно работает по разработке методов профилактики и лечения паразитических простейших и дезинвазии объектов внешней среды с использованием принципиально новых комплексных средств.
           Наряду с научной работой Р.Т. Сафиуллин постоянно оказывает научно-методическую и практическую помощь в организации противопаразитарных мероприятий, участвует в координации научно-исследовательских работ по оптимизации схем профилактики паразитозов животных с региональными паразитологическими учреждениями.
За последние годы профессор Р.Т. Сафиуллин со своими сотрудниками успешно работают над разработкой методических основ комплексной системы санитарно-ветеринарного контроля загрязненности животноводческих стоков, навоза, окружающей среды инвазионными элементами и технологий дезинвазии животноводческих объектов и внешней среды от паразитарного загрязнения.
           Профессор Р.Т. Сафиуллин активно участвует в научных конференциях обществ гельминтологов и паразитологов. Только за последние пять лет он участвовал в работе 11 научных конференций и практических совещаний, которые проходили в Москве, Санкт-Петербурге, Казани, Воронеже, Ижевске, Ставрополе, Кирове, Краснодаре, Калуге, Саратове, Белгороде, Новосибирске, Саранске, Омске, Челябинске и выступил с докладами на актуальные темы по борьбе с паразитарными болезнями животных.
           Также участвовал в работе ряда международных научных конференций в Венгрии, Франции, Швейцарии, Нидерландах, Италии, Испании, Финляндии, Бразилии. Проводил совместную работу с учеными паразитологами Монголии, Германии, Чехии, Испании. Р.Т. Сафиуллин – член редакционного совета «Российского паразитологического журнала», член ученого совета ФГБНУ ФНЦ ВИЭВ РАН им. К.И.Скрябина и Я.Р. Коваленко.
За существенный вклад в развитие отечественной гельминтологии Р.Т. Сафиуллин награжден памятной медалью в честь 100-летия со дня рождения академика К.И. Скрябина. Награжден медалью «В память 850-летия Москвы» (1997), памятной медалью «За заслуги в области ветеринарии» (2006), медалью Всемирного татарского конгресса за достигнутые успехи и заслуги перед татарским народом (2018). Его разработки многократно демонстрировались на выставках, награжден золотыми и серебряными медалями ВДНХ и ВВЦ.